# Благовіщенський район (Башкортостан)
Благові́щенський район (рос. Благовещенский район, башк. Благовещен районы) — адміністративна одиниця Республіки Башкортостан Російської Федерації.
Адміністративний центр — місто Благовіщенськ.

## Історія
У грудні 2004 року під час «зачистки Благовіщенська» відбулися масові побиття республіканським ОМОНом населення району, зокрема сіл Ільїно-Поляна та Удільно-Дуваней.

## Населення
Населення району становить 49020 осіб (2019, 49736 у 2010, 48850 у 2002).

## Адміністративний поділ
До складу району входять одне міське поселення та 15 сільських поселень:
| Поселення                         | Площа, км² | Населення, осіб (2002) | Населення, осіб (2010) | Населення, осіб (2019) | Центр           | Населені пункти |
| --------------------------------- | ---------- | ---------------------- | ---------------------- | ---------------------- | --------------- | --------------- |
| Благовіщенське міське поселення   | 64,66      | 32989                  | 34239                  | 34967                  | Благовіщенськ   | 1               |
| Бедеєво-Полянська сільська рада   | 335,36     | 2258                   | 2451                   | 2225                   | Бедеєва Поляна  | 8               |
| Богородська сільська рада         | 68,07      | 497                    | 466                    | 441                    | Богородське     | 2               |
| Волковська сільська рада          | 82,42      | 357                    | 430                    | 335                    | Волково         | 4               |
| Ізяківська сільська рада          | 75,69      | 1092                   | 1152                   | 1052                   | Верхній Ізяк    | 8               |
| Іліковська сільська рада          | 257,43     | 730                    | 600                    | 447                    | Староіліково    | 4               |
| Ільїно-Полянська сільська рада    | 84,45      | 2814                   | 2898                   | 2770                   | Ільїно-Поляна   | 17              |
| Ніколаєвська сільська рада        | 193,27     | 976                    | 1105                   | 1027                   | Ніколаєвка      | 5               |
| Новонадеждинська сільська рада    | 179,92     | 1374                   | 1306                   | 1230                   | Новонадеждино   | 10              |
| Октябрська сільська рада          | 254,95     | 982                    | 764                    | 609                    | Осиповка        | 9               |
| Орловська сільська рада           | 69,42      | 431                    | 393                    | 368                    | Орловка         | 4               |
| Покровська сільська рада          | 158,98     | 612                    | 576                    | 541                    | Покровка        | 6               |
| Саннинська сільська рада          | 87,99      | 656                    | 476                    | 460                    | Саннинське      | 3               |
| Старонадеждинська сільська рада   | 183,28     | 1188                   | 1110                   | 940                    | Старонадеждино  | 10              |
| Тугайська сільська рада           | 99,62      | 738                    | 674                    | 607                    | Тугай           | 6               |
| Удільно-Дуванейська сільська рада | 128,39     | 1156                   | 1096                   | 1001                   | Удільно-Дуваней | 3               |

## Найбільші населені пункти
| №  | Населений пункт | Населення, осіб (2002) | Населення, осіб (2010) |
| -- | --------------- | ---------------------- | ---------------------- |
| 1  | Благовіщенськ   | 32 989                 | 34 239                 |
| 2  | Ільїно-Поляна   | 2 011                  | 2 039                  |
| 3  | Бедеєва Поляна  | 1 550                  | 1 757                  |
| 4  | Удільно-Дуваней | 1 137                  | 1 079                  |
| 5  | Новонадеждино   | 762                    | 770                    |
| 6  | Ніколаєвка      | 576                    | 668                    |
| 7  | Верхній Ізяк    | 508                    | 558                    |
| 8  | Тугай           | 616                    | 555                    |
| 9  | Старонадеждино  | 573                    | 525                    |
| 10 | Богородське     | 493                    | 466                    |